# Michael Balcon
Sir Michael Elias Balcon (n. 19 mai 1896, Birmingham, Regatul Unit al Marii Britanii și Irlandei – d. 17 octombrie 1977, Hartfield⁠(d), Wealden, Anglia, Regatul Unit) a fost un producător de film englez cunoscut pentru conducerea studioului Ealing din vestul Londrei din 1938 până în 1955. Sub conducerea sa, studioul a devenit unul dintre cele mai importante studiouri de film britanice din aceea perioadă. Într-o industrie lipsită de moguli în stil hollywoodian, Balcon a apărut ca o figură cheie și, de asemenea, una britanică dură, în abordarea sa binevoitoare, oarecum autoritară, a funcționării unei organizații de creație. Este cunoscut și pentru îndrumarea tânărului Alfred Hitchcock. Balcon a fondat anterior Gainsborough Pictures împreună cu Victor Saville în 1923, lucrând ulterior cu Gaumont British, care le-a absorbit studioul. Mai târziu a lucrat cu MGM-British. În 1956 a fondat o companie de producție cunoscută sub numele de Ealing Films, iar ulterior a condus British Lion Films. A ocupat funcția de președinte al consiliului de producție al British Film Institute pentru a ajuta la finanțarea și încurajarea lucrărilor noi.

## Ealing Studios

### Filme celebre produse de Ealing Studios
- San Demetrio London (regia Charles Frend, 1943)
- Champagne Charlie (regia  Alberto Cavalcanti, 1944)
- Hue and Cry (regia  Charles Crichton, 1946)
- Saraband for Dead Lovers (regia  Basil Dearden, 1948)
- Scott of the Antarctic (regia  Charles Frend, 1948)
- The Blue Lamp (regia  Basil Dearden, 1949)
- Kind Hearts and Coronets (regia  Robert Hamer, 1949)
- The Man in the White Suit (regia  Alexander Mackendrick, 1951)
- The Cruel Sea (regia  Charles Frend, 1952)
- The Ladykillers (regia  Alexander Mackendrick, 1955)

## Filmografie
Ca producător
- The Rat (1925)
- The Sea Urchin (1926)
- The Triumph of the Rat (1926)
- The Lodger: A Story of the London Fog (1926)
- The Mountain Eagle (1926)
- Blighty (1927)
- Downhill (1927)
- The Rolling Road (1927)
- Easy Virtue (1927)
- One of the Best (1927)
- The Vortex (1927)
- A South Sea Bubble (1928)
- A Light Woman (1928)
- The First Born (1928)
- The Wrecker (1929)
- The Return of the Rat (1929)
- City of Play (1929)
- Taxi for Two (1929)
- Woman to Woman (1929)
- Jack's the Boy (1932)
- I Was a Spy (1933)
- It's a Boy (1933)
- Friday the Thirteenth (1933)
- Princess Charming (1934)
- Evergreen (1934)
- Red Ensign (1934)
- Along Came Sally (1934)
- The Man Who Knew Too Much (1934)
- Car of Dreams (1935)
- First a Girl (1935)
- Me and Marlborough (1935)
- 39 de trepte (1935)
- Stormy Weather (1935)
- Things Are Looking Up (1935)
- The First Offence (1936)
- Tudor Rose (1936)
- The Man Who Changed His Mind (1936)
- Secret Agent (1936)
- Where There's a Will (1936)
- Windbag the Sailor (1936)
- Doctor Syn (1937)
- Un yancheu la Oxford (1938)
- The Gaunt Stranger (1938)
- The Four Just Men (1939)
- Cheer Boys Cheer (1939)
- Let George Do It! (1940)
- The Proud Valley (1940)
- The Ghost of St. Michael's (1941)
- Ships with Wings (1941)
- Turned Out Nice Again (1941)
- The Big Blockade (1942)
- Went the Day Well? (1942)
- The Black Sheep of Whitehall (1942)
- My Learned Friend (1943)
- The Foreman Went to France (1942)
- Undercover (1943)
- The Bells Go Down (1943)
- San Demetrio London (1943)
- Nine Men (1943)
- For Those in Peril (1944)
- Champagne Charlie (1944)
- The Halfway House (1944)
- Fiddlers Three (1944)
- Dead of Night (1945)
- Pink String and Sealing Wax (1945)
- They Came to a City (1945)
- Johnny Frenchman (1945)
- The Captive Heart (1946)
- The Overlanders (1946)
- Hue and Cry (1947)
- It Always Rains on Sunday (1947)
- The Loves of Joanna Godden (1947)
- Nicholas Nickleby (1947)
- Frieda (1947)
- Against the Wind (1948)
- Saraband for Dead Lovers (1948)
- Another Shore (1948)
- Scott of the Antarctic (1948)
- Train of Events (1949)
- Passport to Pimlico (1949)
- Whisky Galore! (1949)
- A Run for Your Money (1949)
- Inimi bune și coroane (1949)
- Cage of Gold (1950)
- The Blue Lamp (1950)
- The Magnet (1950)
- The Lavender Hill Mob (1951)
- Pool of London (1951)
- The Man in the White Suit (1951)
- Mandy (1952)
- The Cruel Sea (1953)
- The Maggie (1954)
- Noaptea în care mi-a sunat ceasul (1955)
- Touch and Go (1955)
- The Ladykillers (1955)
- The Long Arm (1956)
- Barnacle Bill (1957)
- The Man in the Sky (1957)
- The Shiralee (1957)
- Dunkirk (1958)
- The Siege of Pinchgut (1959)
- The Scapegoat (1959)
- The Long and the Short and the Tall (1961)